# 譚賓録
『譚賓録』（たんひんろく）は、唐の武宗期に胡璩が著した筆記小説である。胡璩が成都に在住していた頃の作品で、全10巻からなる。書名の意味は「賓客との談話の記録」であり、本来は「談賓録」とすべきところを、武宗李談の名を避けて「譚賓録」と改められた。「談賓」という語は劉琨の『答盧諶』に由来する。本書の内容は、唐代の人物に関する逸話からなり、特に玄宗期から徳宗期にかけての時期の記述が比較的に詳しい。唐の国史から題材をとっており、『旧唐書』『新唐書』には本書を由来とする内容が少なからず引用されている。『譚賓録』そのものはすでに散逸しているが、『太平広記』には本書からの逸話が120条収録されている。